# Edi Hila
Edi Hila (* 1944 in Shkodra, Qark Shkodra) ist ein albanischer Maler.

## Leben und Werk
Edi Hila studierte bis 1967 an der Universität der Künste Tirana. Hila arbeitete als Szenograf für Radio Televizioni Shqiptar. 1972 schuf er das Gemälde Das Pflanzen von Bäumen, mit dem er bekannt wurde. Ein Jahr später ging er nach Florenz, Italien, um eine Berufsausbildung in Szenografie bei einem Fernsehsender zu absolvieren. Hilas Werk wurde maßgeblich von seinem Kontakt zu florentinischen Museen und der Malerei der Renaissance beeinflusst. Hila folgte 1991 einem Ruf als Professor an die Universität der Künste Tirana.
Die wichtigsten Serien, die Hila geschaffen hat, sind Paradox (2000–2005), Relations (2002–2014), Threat (2003–2009), Roadside Objects (2007–2010), Penthouses (2013), Martyrs of the Nation Boulevard (2015) und A Tent on the Roof of the Car (2017).
Hila war Teilnehmer zahlreicher Ausstellungen, darunter die Biennale di Venezia (1999), After the Wall Moderna Museet in Stockholm und Hamburger Bahnhof – Museum für Gegenwart (1999), Müpa Budapest (2000) und der documenta 14 in Kassel.

## Museale Rezension
- Neue Galerie (Kassel)